# ذاكرة شهود العيان وتأثيرها على عملية التحقيق
ذاكرة شهادة الشهود (بالانجليزية Eyewitness memory) وهو مصطلح يستخدم في القانون لوصف ذاكرة شخص شهد حادثة ما ويمكن ان يقدم شهادته حولها في المحكمة وتعد ذاكرة شهادة الشهود عنصرًا هامًا في النظام القضائي، حيث تُستخدم شهادات الشهود من قبل المحققين والمحامين والقضاة لتحديد الوقائع وتحليل الأدلة واتخاذ القرارات بشأن الإدانة أو البراءة وتحديد الدافع ما وراء الجريمة.
فبالاعتماد على شهادات الشهود، يمكن للقضاة أن يصلوا إلى قرارت مهمة قد تؤثر بشكل كبير على الأطراف المتنازعة، ومع ذلك فان موضوع دقة ذاكرة شهادة الشهود تعد مضوع تساؤل في اغلب الاحيان لانها تتعرض الى تاثيرات مختلفة وتم اثبات ذلك في ببوضوح في التجارب المخبرية و حالات التبرئة بواسطة الحمض النووي في الولايات المتحدة فقد تم تبرئة أكثر من 200 شخص بريء، كان قد حُكم عليهم مسبقاَ وسجنوا لارتكابهم جرائم خطيرة، بفضل أدلة الحمض النووي وكانت الشهادة المضللة للشهود العيان هي السبب الأكبر في هذه الإدانات الخاطئة.
ومن ثم أصبح بحث ذاكرة الشهود العيان مجالًا بارزًا في الأبحاث النفسية. استندت أبحاث الشهود العيان إلى نظريات متنوعة من علم النفس المعرفي، والاجتماعي وعلم النفس التجريبي قد قدم بالفعل حلولًا عملية للعديد من المشاكل المرتبطة بذاكرة الشهود العيان.

## تقييم دقة شهادة الشهود
تواجه الشرطة والمحاكم مشكلة كبيرة في تحديد ما إذا كان الشاهد قد قدم شهادة دقيقة (سواء كانت تتعلق بتفاصيل الحدث المسترجع، أو وصف الجاني، أو التعرف عليه). حيث يعتقد العديد من أعضاء المجتمع القضائي أن الثقة تشير إلى دقة الشهادة. ولكن بينما قد تميز الثقة بين الإجابات الصحيحة والخاطئة، فإنها تتأثر بعدة عوامل ولا تعكس دائمًا الدقة الفعلية، خاصة في التعرف على الجناة.
على الرغم من أن الثقة يمكن أن تكون مؤشرًا مفيدًا للدقة، إلا أنها ليست دقيقة دائمًا، خاصة للأطفال.
وفيما يتعلق بأدلة التعرف، يمكن أن تتغير الثقة بشكل كبير من خلال التغذية الراجعة المقدمة للشهود بعد اتخاذ قرارهم بالتعرف (مثل تقديم تعليقات مثل "أحسنت. هذا هو الشخص"، مما يشير إلى أنهم اختاروا المشتبه به من قبل الشرطة أو أن شاهدًا آخر اتخذ نفس القرار). وبالمثل، يمكن للتغذية الراجعة النافية أن تقلل من ثقة الشهود في قراراتهم بالتعرف.
تشير الأبحاث التي تدرس علاقة الثقة بالدقة إلى أن الثقة يمكن أن توفر مؤشرًا مستقلاً مفيدًا (ولكن ليس بالضرورة دقيقًا دائمًا) لدقة التعرف للبالغين (بروير وويلز 2006)، لكن ليس للأطفال (كيست، بروير وويلز 2007).

### وهناك الية محددة للتعرف على الجناة من قبل الشهود
اذ انه قد يُطلب من الشهود المشاركة في طابور تعريف رسمي من خلاله يتم تقديم كل المشتبه فيهم مرة واحدة يمكن أن يؤدي هذا النوع من التنسيق إلى ميل الشهود لمقارنة الأفراد مع بعضهم البعض، وبدلاً من اختيار شخص يشبه ذاكرتهم بشكل كبير، يختارون الشخص الذي (من بين الحاضرين) يبدو الأكثر شبهاً بالجاني، مما قد يؤدي إلى اختيار الشخص الأكثر شبهاُ بالجاني مقارنة بالآخرين، وهذا قد يزيد من احتمالية التعرف الخاطئ على الجاني .
للتغلب على هذه المشكلة، اقترح الباحثون أن يتم عرض الأفراد على الشهود واحدًا تلو الآخر، ويُطلب منهم اتخاذ قرار بشأن كل فرد قبل عرض الشخص التالي في الطابور. بمجرد أن يقوم الشاهد بتحديد إيجابي، تتوقف عملية العرض. هذا الأسلوب المتسلسل يقلل عادةً من معدل التعرف الخاطئ من الطوابير التي لا يوجد فيها الجاني.

## العوامل المؤثرة في دقة شهادة الشهود:
تواجه الشرطة والمحاكم مشكلة كبيرة في تحديد ما إذا كان الشاهد قد قدم شهادة دقيقة (سواء كانت تتعلق بتفاصيل الحدث المسترجع، أو وصف الجاني، أو التعرف عليه) بسبب وجود عوامل مختلفة قد تؤثر على دقة شهادتهم ومن هذه العوامل:

### الوقت او الفترة الواقعة ما بين مشاهدة الحدث والاستجابة:
خلال الفترة بين الحدث واستجواب الشاهد من قبل الشرطة "فترة الاحتفاظ أو فترة الاستبقاء"، يمكن لعدد من العوامل أن تؤثر على ذاكرة الشاهد.
فقد أظهرت الدراسات التجريبية أن فترات الاحتفاظ الأطول تعكس انخفاض في كمية التفاصيل التي يذكرها الشاهد عن الحدث ومظهر الجاني. أيضاً فيما يتعلق بالتعرف على الجناة، فإن التأخير يميل إلى تقليل استعداد الشهود للاختيار من بين صف المشتبه بهم، فيقلل من التعرف الصحيح على الشخص الجاني بسبب عدم القدرة على تذكر تفاصيل الوجه، فكلما كان التحقيق بوقت أبعد قد يتأثر الشاهد بعدة عوامل قد تؤثر على شهادته ومن هذه العوامل:
- التاثيرات الخارجية: قد يتفاعل الشهود بعد الحادثة مع اشخاص اخرين مرتبطين بالحدث قبل استجوابهم من قبل الشرطة وهذه التفاعلات ممكن ان توثر على تقارير الشهود اللاحقة
مثلاً الشاهد الذي يقدم اعتراف اولا من الممكن ان يؤثر على تقرير الشاهد الثاني اذا كانت المعلومات المقدمة غير دقيقة.
ومن المرجح ايضا ان يسترجع العديد من الشهود مرارا وتكراراً الحدث خاصة اذا كان صادماً وهذا الاسترجاع له جانبان مختلفان فمن جهة من الممكن ان يقوي الذاكرة للحدث ومن جهة اخرى ممكن ان يحدث معه ظاهرة النسيان الناجمة عن الاسترجاع المتكرر وهذا بسبب ما يسمى بتحليل الذاكرة فمع مرور الوقت، قد يتعرض الشهود لتحلل في الذاكرة، مما يؤدي إلى نسيان التفاصيل أو تذكرها بشكل غير دقيق. يمكن أن يحدث ذلك بسبب العمليات الطبيعية لتوطيد الذاكرة والتداخل من الخبرات اللاحقة.
- ضغوط الشاهد: قد تؤثر الفجوة الزمنية الممتدة بين الشهادة والاستجواب أيضا على الحالة العاطفية للشهود و يمكن أن يؤثثر الإجهاد والقلق أو الصدمة المتعلقة بالحدث على استرجاع الذاكرة وجودة الشهادة.
-إعادة الإنشاء: الذاكرة هي إعادة إنشاء، وهذا يعني أن الأفراد يقومون بملء الثغرات في ذاكرتهم بمعلومات معقولة ولكن مع فجوة زمنية ممتدة، قد يدرج الشهود عن غير قصد معلومات غير صحيحة أو ذكريات كاذبة في شهادتهم.

#### 2. المسافة الواقعة بين مكان وجود الشاهد والحدث:
زيادة المسافة بين الشاهد والجاني قد يقلل من احتمالية التعرف على الجاني وذلك لانه و مع زيادة المسافة بين الشاهد ومسرح الجريمة، تتضاءل القدرة على إدراك التفاصيل الدقيقة ويمكن أن يؤثر هذا على قدرة الشاهد على الوصف الدقيق لميزات مرتكب الجريمة وأفعاله والتفاصيل المهمة الأخرى.
عدا عن انه من الممكن ان تنخفض حدة البصر لدى الإنسان مع زيادة المسافة، مما يجعل من الصعب رؤية وتشفير خصائص معينة.
وهناك عامل اخر مؤثر بذلك وهو تضييق نطاق التركيز على مسافات أكبر، وهذا يعني ان الشاهد من الممكن ان يركز على الحدث الاكبر او المركزي مع التضييق وعدم الانتباه على الاحداث الثانوية او المحيطة.
التفاصيل المركزية مقابل التفاصيل الطرفية: يميل الشهود إلى تذكر التفاصيل المركزية (على سبيل المثال الحدث العام) بشكل أفضل من التفاصيل الطرفية (على سبيل المثال، عناصر الخلفية ) اي التركيز على الجوانب الاكثر وضوحا واهمال التفاصيل المهمة.
وقد تتاثر ايضاً جودة الترميز:
غالبًا ما يتم تشفير المعلومات التي يتم التقاطها من مسافة أكبر بدقة أقل، مما يؤدي إلى ذكريات أقل تفصيلاً وربما أقل دقة.
و قد يقوم الشهود البعيدون بتشفير المزيد من المعلومات السياقية والبيئية بدلاً من التفاصيل المحددة حول الجريمة أو الأفراد المتورطين.
تحديات الاسترجاع:
الذكريات الغامضة: تميل ذكريات الأحداث التي شوهدت من مسافة بعيدة إلى أن تكون أكثر غموضًا وعمومية، مما قد يؤدي إلى صعوبات أثناء التذكر.
وقد يعتمد الشهود بشكل أكبر على الاستدلال وإعادة البناء عند تذكر الأحداث التي تمت مشاهدتها من بعيد، مما قد يؤدي إلى حدوث أخطاء.

##### 3.الاعراق:
تؤثر عرقية المجرم على أداء التعرف لدى الشهود يظهر تأثير "العرق المتقاطع" أن الشهود الذين يحاولون التعرف على شخص من عرق آخر يكونون
تتمحور هذه المشكلة في المقام الأول حول "التأثير عبر الأعراق" (المعروف أيضًا باسم "التحيز للعرق الخاص" أو "تأثير العرق الآخر")، حيث يكون الأشخاص بشكل عام أفضل في التعرف على الوجوه من عرقهم والتعرف عليها مقارنة بأولئك الذين لا ينتمون إلى عرقهم.
ويشير التأثير عبر العرق إلى ميل الأشخاص إلى التعرف بشكل أكثر دقة على وجوه عرقهم وتذكرها مقارنة بوجوه الأجناس الأخرى. يتم دعم هذه الظاهرة من خلال الأبحاث المكثفة التي تظهر أن الأفراد أقل احتمالية للتعرف بشكل صحيح على أفراد ينتمون إلى عرق مختلف عن عرقهم.
هناك ميل معرفي لإدراك وجوه الأجناس الأخرى على أنها أكثر تجانسًا وأقل تميزًا، مما يجعل من الصعب التمييز بين السمات الفردية.
الانتباه والتشفير: قد يولي الأشخاص اهتمامًا أقل وترميز تفاصيل أقل حول وجوه الأجناس الأخرى، مما يساهم في ضعف التعرف والتذكر.
الآثار المترتبة على شهادة شهود العيان
دقة تحديد الهوية: يكون شهود العيان أكثر عرضة للأخطاء في التعرف على الهوية عندما يكون المشتبه به من عرق مختلف عن عرقهم. يمكن أن يؤدي هذا إلى إدانات خاطئة بناء على شهادة شهود عيان غير صحيحة.
الثقة والدقة: يمكن أن يؤثر تأثير السباق المتقاطع على العلاقة بين الثقة والدقة. قد يشعر شاهد العيان بالثقة في تحديد هويته، حتى عندما يكون ذلك غير صحيح، وذلك بسبب التحيزات المعرفية.

###### تأثير التوتر والصدمة على دقة الشهادة:
يمكن أن يؤثر التوتر والقلق بشكل كبير على دقة وموثوقية شهادة الشهود لان العلاقة بين الحالات العاطفية والذاكرة علاقة معقدة وتتضمن عمليات نفسية وفسيولوجية ومن العوامل النفسية التي قد تؤثر على الشهادة هي
التركيز الضيق: يمكن أن تسبب المستويات العالية من التوتر والقلق تأثير "رؤية النفق"، حيث يركز الشاهد بشكل مكثف على جوانب معينة من الحدث (على سبيل المثال، سلاح) بينما يتجاهل التفاصيل المهمة الأخرى (على سبيل المثال، وجه مرتكب الجريمة).
انخفاض القدرة الإدراكية: يمكن أن يؤدي التوتر والقلق إلى زيادة الضغط على الموارد المعرفية، مما يضعف القدرة على معالجة وترميز المعلومات التفصيلية حول حدث ما.
التدخل في تكوين الذاكرة: يمكن أن تتداخل الاستجابة للضغط مع تعزيز الذكريات، مما يؤدي إلى ذكريات مجزأة أو غير كاملة.
ضعف الاسترجاع: قد يؤدي الضغط العالي في وقت التشفير إلى زيادة صعوبة استرجاع الذكريات بدقة. يمكن أن يتسبب التوتر في جعل إشارات الاسترجاع أقل فعالية، مما يؤدي إلى ذكريات غير كاملة أو مشوهة.
زيادة القدرة على الإيحاء: قد يكون الأفراد القلقون أكثر عرضة للأسئلة الهامّة والمعلومات الخاطئة، والتي يمكن أن تزيد من تشويه ذاكرتهم.
ولقد بينت الدراسات الميدانية أن شهود جرائم العنف، الذين غالبًا ما يعانون من مستويات عالية من التوتر، هم أكثر عرضة لارتكاب أخطاء في تحديد الهوية مقارنة بشهود الأحداث الأقل إرهاقًا.

###### 5. تأثير العمر على دقة الشهادة:
يعد عمر الشاهد أيضاً عامل مهم في تحديد نوعية ودقة الشهادة فقد يظهر كل من الأطفال الأصغر سناً وكبار السن أنماطاً متميزة من أداء الذاكرة التي يمكن أن تؤثر على مدى دقة تذكرهم للأحداث والإبلاغ عنها

## الأطفال كشهود
كشفت إحصائيات دائرة النيابة العامة الملكية أن 1116 طفلاً دون سن العاشرة كانوا شهودا على جريمة في إنجلترا وويلز في 2008-2009.
ولكن تعتمد دقة شهادة الاطفال على طريقة او الاسلوب او الوقت الذي يُطلب من الطفل الادلاء بشهادته فيها اي ان الاطفال لديهم قدرة جيدة للتعرف على الجناة بدقة وتحديد هوية ايجابية اذا كانت طريقة طرح الاسئلة عليهم باسلوب الاسئلة المفتوحة وليست الاسئلة التوجيهية فيميل الأطفال إلى تقديم معلومات أكثر دقة ردًا على الأسئلة المفتوحة بدلاً من الأسئلة الإرشادية أو التوجيهية ايضا عندما لا يكون الجاني حاضراُ فعليا بالتحقيق تعطي مجالا اكبر للراحة واعطاء شهادة دقيقة.
ولكن هناك عدة تأثيرات على شهادة الاطفال ومنها
التشفير المبسط: غالبًا ما يقوم الأطفال الأصغر سنًا بتشفير الذكريات بطريقة أكثر بساطة، مع التركيز على تفاصيل أقل وفي بعض الأحيان يفتقدون المعلومات السياقية.
الإيحاء:
قابلية أعلى للإيحاء: الأطفال بشكل عام أكثر قابلية للإيحاء من البالغين، مما يعني أنهم أكثر عرضة للتأثر بالأسئلة الرائدة أو ضغط الأقران أو الشخصيات ذات السلطة.
تأثير المعلومات الخاطئة: هم أكثر عرضة لتأثير المعلومات الخاطئة، حيث يمكن أن يؤدي التعرض لمعلومات غير صحيحة بعد وقوع حدث ما إلى تغيير ذكرياتهم.
مستويات الثقة: قد يعبر الأطفال عن ثقة عالية في ذكرياتهم، ولكن الثقة لا ترتبط بالضرورة بالدقة.و قد يواجهون صعوبات في التمييز بين الذكريات الفعلية والمعلومات التي يقترحها عليهم الآخرون.
البنية السردية: قد تكون قدرتهم على تقديم رواية متماسكة محدودة، مما يؤثر على اكتمال شهادتهم.

## كبار السن كشهود:
اما بالنسبة لكبار السن ما بين 60-80 فإنهم يميلون الى تذكر اقل وما يتذكرونه من المرجح ان يكون غير دقيقا للاسباب التالية:
التغيرات المرتبطة بالعمر: غالبًا ما يعاني كبار السن من انخفاض في بعض الوظائف المعرفية، بما في ذلك الذاكرة العاملة وسرعة المعالجة والذاكرة العرضية.
الاحتفاظ بالتفاصيل: قد يواجهون صعوبة أكبر في تذكر تفاصيل محددة لحدث ما، على الرغم من أنهم قد يتذكرون الجوهر أو الجوانب العامة.
التعرض للمعلومات المضللة:
زيادة الضعف: يمكن أن يكون كبار السن، مثل الأطفال، أكثر عرضة لتأثيرات المعلومات المضللة وقد يدمجون تفاصيل غير صحيحة في ذاكرتهم.
الثقة والدقة:
عدم تطابق الثقة والحدة: قد يُظهر كبار السن عدم تطابق بين الثقة والدقة، حيث لا تشير مستويات ثقتهم بشكل موثوق إلى دقة ذكرياتهم.
إعادة بناء الذكريات: قد يتضمن استرجاعها المزيد من إعادة البناء، مما قد يؤدي إلى عدم الدقة.
تأثير العوامل الصحية والتأثيرات الصحية: يمكن أن تؤثر عوامل مثل التدهور المعرفي والأدوية والصحة العامة على أداء الذاكرة لدى كبار السن.